# Sturgis (Michigan)
Sturgis è un comune degli Stati Uniti d'America, situato nello Stato del Michigan, nella contea di St. Joseph, nel sud dello Stato. A sud della cittadina scorre il fiume Fawn.